# John Depeden
John Depeden (falecido em 1460) foi um cónego de Windsor de 1430 a 1460.

## Carreira
Ele foi nomeado:
- Tesoureiro da Capela de São Jorge, Castelo de Windsor 1440
- Prebendário de Wisborough em Chichester 1441-1460
- Reitor de Denham
- Prebendário de Torleton em Salisbury 1443 - 1457
- Escrivão da Ordem da Jarreteira 1445

Ele foi nomeado para a sexta bancada na Capela de São Jorge, Castelo de Windsor em 1430 e manteve a canonaria até 1460.